# فرانسوا كلويه
فرانسوا كلويه (بالفرنسية: François Clouet؛ ت. عام 1572م) كان رسام بورتريهات فرنسيًّا. ولد في تور وكان ابن الرسام الفرنسي جان كلويه. مات في باريس.